# Lisa Ono
Lisa Ono (小野リサ Ono Lisa, nacida el 29 de julio de 1962 en São Paulo) es una cantante nippo-brasileña de bossa nova.

## Vida
Nació en São Paulo, Brasil en 1962, pero a los 10 años se trasladó con su familia a Tokio, donde su padre abrió un restaurante de comida brasileña, el Saci Perere.
A partir de entonces pasa la mitad de cada año en Japón y la otra mitad en Río de Janeiro.
En 1989 publicó su primer álbum, Catupirý, y pronto se hizo popular en Japón, apareciendo en varios anuncios televisivos. Es conocida por cantar canciones clásicas del bossanova en portugués y en japonés, país donde gusta mucho su estilo.
En 2003 publicó un álbum titulado: En mi isla (Dans Mon Île), un compendio de canciones francesas famosas para el que se inspiró en un viaje a aquel país.

## Discografía completa
1. 1989: Catupiry     カトピリ
2. 1990: NaNa     ナナン
3. 1991: Menina     ミニーナ
4. 1992: Serenata carioca     セレナータ・カリオカ
5. 1993: Namorada     ナモラーダ
6. 1994: Esperança     エスペランサ
7. 1995: Minha saudade     サウダージ
8. 1996: Rio bossa     リオ・ボッサ
9. 1997: Essência     エッセンシア
10. 1998: Bossa carioca     ボッサ・カリオカ
11. 1999: Dream     ドリーム
12. 2000: Pretty world     プリティ・ワールド（
13. 2000: Boas Festas     ボアス・フェスタス
14. 2001: Bossa hula nova     ボッサ・フラ・ノヴァ
15. 2002: Questa bossa mia...     クエスタ・ボッサ・ミーア
16. 2003:   En mi isla ("Dans mon île")     ダン・モニール
17. 2004: Naima (meu anjo)     ナイマ～メウ・アンジョ
18. 2004: Boas festas 2 - Feliz Natal     ボアス・フェスタス～フェリース・ナタウ
19. 2005: Romance latino vol. 1     ロマンセ・ラティーノ
20. 2005: Romance latino vol. 2     ロマンセ・ラティーノ
21. 2005: Romance latino vol. 3     ロマンセ・ラティーノ
22. 2006: Jambalaya - Bossa americana     ジャンバラヤ ～ボッサ・アメリカーナ